# 岩宿站
岩宿站（日语：／ Iwajuku eki */?）是一個位於日本群馬縣綠市笠懸町阿佐美，屬於東日本旅客鐵道（JR東日本）兩毛線的鐵路車站。

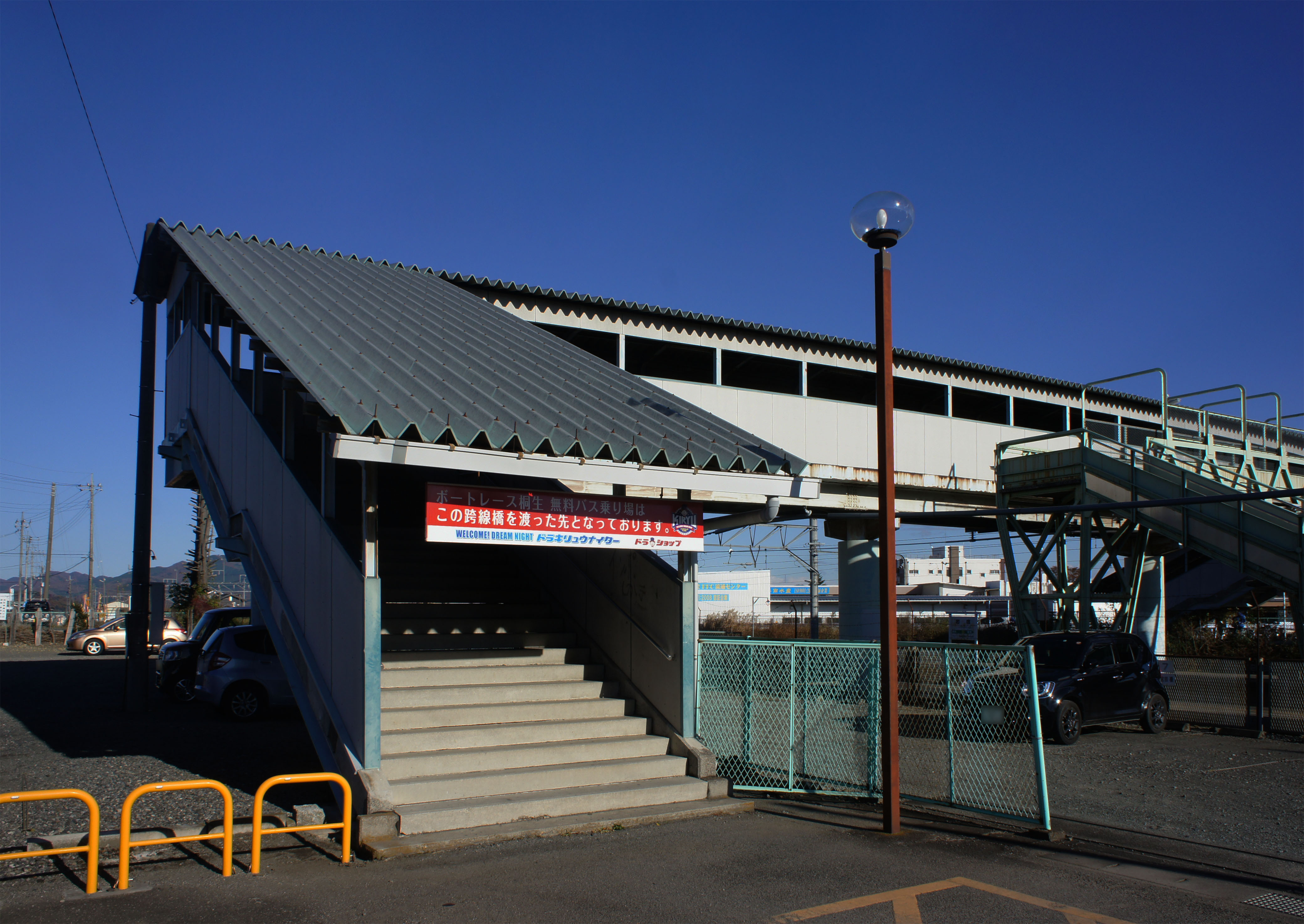
南口（2021年11月）

## 車站構造

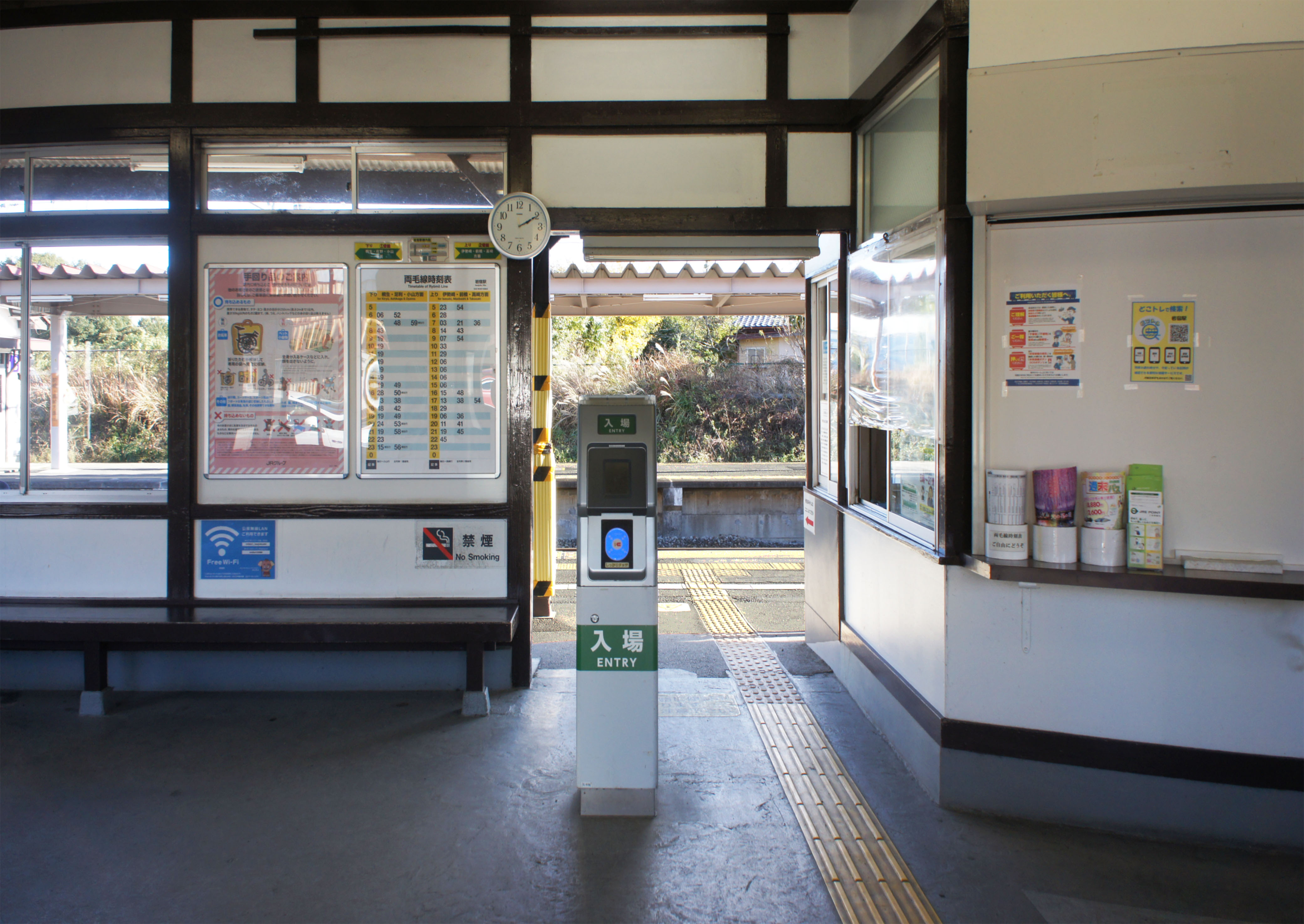
檢票口（2021年11月）

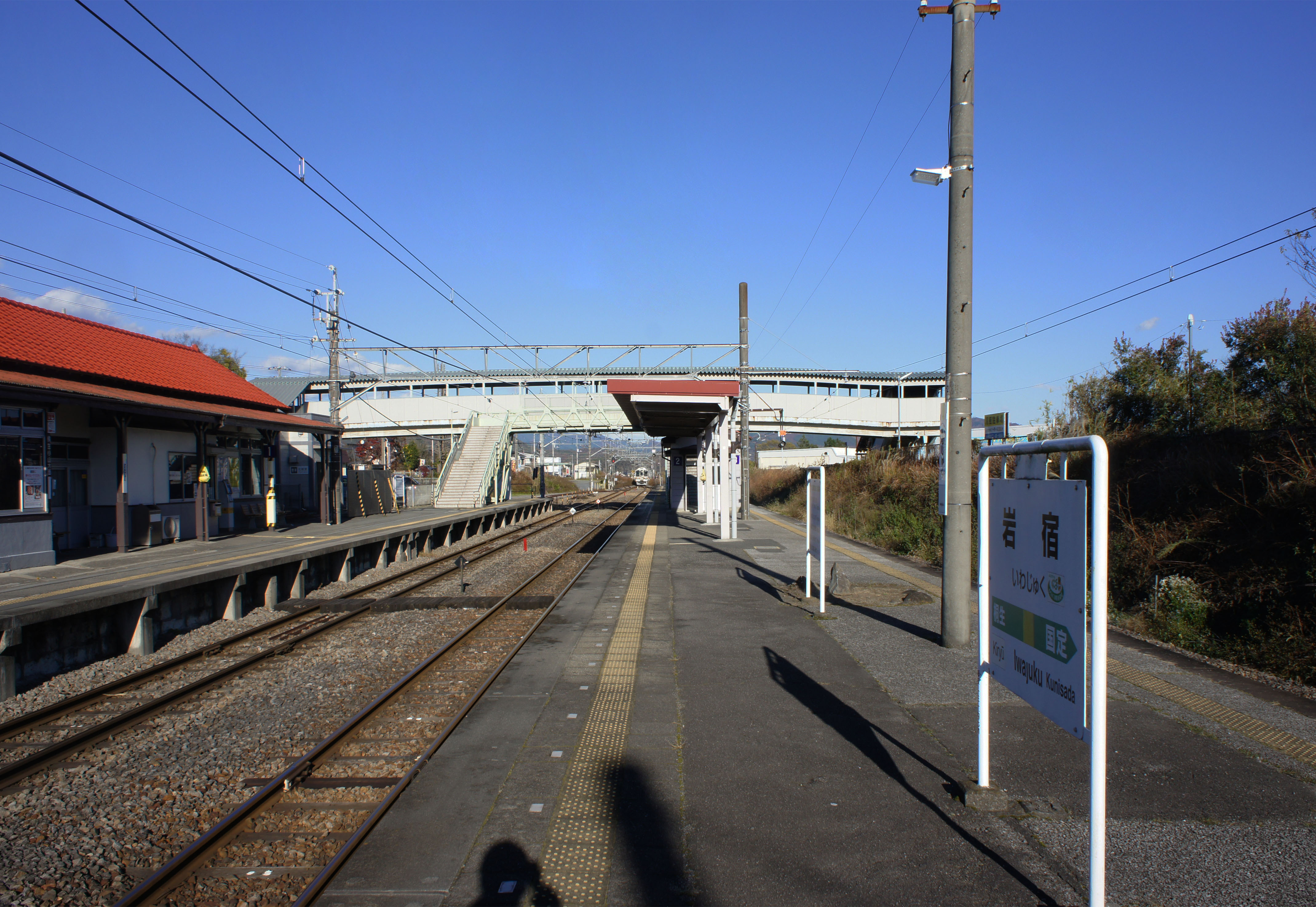
月台（2021年11月）

側式月台1面1線與島式月台1面2線，合計2面3線，可進行列車交會的地面車站。列車與月台的空隙較大。閘口只設於北側。站舍設於跨線天橋上。

### 月台配置
| 月台 | 路線    | 方向 | 目的地                 |
| ---- | ------- | ---- | ---------------------- |
| 1    | ■兩毛線 | 下行 | 桐生、足利、小山方向   |
| 2、3 | ■兩毛線 | 上行 | 伊勢崎、前橋、高崎方向 |

（來源：JR東日本:車站構內圖 （页面存档备份，存于））

## 使用情況
根據JR東日本，2019年（令和元年）度1日平均上車人次為1,255人。此站是兩毛線內（小山站－新前橋站間）的有人站當中最少。
近年的推移如下表。
| 上車人次推移       | 上車人次推移     | 上車人次推移    |
| 年度               | 1日平均 上車人次 | 來源            |
| ------------------ | ---------------- | --------------- |
| 2000年（平成12年） | 1,150            | [ 利用客数 2 ]  |
| 2001年（平成13年） | 1,080            | [ 利用客数 3 ]  |
| 2002年（平成14年） | 1,023            | [ 利用客数 4 ]  |
| 2003年（平成15年） | 1,025            | [ 利用客数 5 ]  |
| 2004年（平成16年） | 1,042            | [ 利用客数 6 ]  |
| 2005年（平成17年） | 994              | [ 利用客数 7 ]  |
| 2006年（平成18年） | 997              | [ 利用客数 8 ]  |
| 2007年（平成19年） | 1,024            | [ 利用客数 9 ]  |
| 2008年（平成20年） | 1,045            | [ 利用客数 10 ] |
| 2009年（平成21年） | 1,069            | [ 利用客数 11 ] |
| 2010年（平成22年） | 1,090            | [ 利用客数 12 ] |
| 2011年（平成23年） | 1,111            | [ 利用客数 13 ] |
| 2012年（平成24年） | 1,162            | [ 利用客数 14 ] |
| 2013年（平成25年） | 1,241            | [ 利用客数 15 ] |
| 2014年（平成26年） | 1,234            | [ 利用客数 16 ] |
| 2015年（平成27年） | 1,234            | [ 利用客数 17 ] |
| 2016年（平成28年） | 1,253            | [ 利用客数 18 ] |
| 2017年（平成29年） | 1,243            | [ 利用客数 19 ] |
| 2018年（平成30年） | 1,251            | [ 利用客数 20 ] |
| 2019年（令和元年） | 1,255            | [ 利用客数 21 ] |

## 相鄰車站
東日本旅客鐵道（JR東日本）
■兩毛線
國定－岩宿－（下新田信號場）－桐生

### 使用情況
1. ↑  . 東日本旅客鉄道.   [2019-07-05]. （原始内容存档于2019-07-05）.
2. ↑  . 東日本旅客鉄道.   [2019-03-21]. （原始内容存档于2019-03-27）.
3. ↑  . 東日本旅客鉄道.   [2019-03-21]. （原始内容存档于2019-03-27）.
4. ↑  . 東日本旅客鉄道.   [2019-03-21]. （原始内容存档于2019-03-27）.
5. ↑  . 東日本旅客鉄道.   [2019-03-21]. （原始内容存档于2019-03-27）.
6. ↑  . 東日本旅客鉄道.   [2019-03-21]. （原始内容存档于2019-03-27）.
7. ↑  . 東日本旅客鉄道.   [2019-03-21]. （原始内容存档于2019-03-27）.
8. ↑  . 東日本旅客鉄道.   [2019-03-21]. （原始内容存档于2019-03-27）.
9. ↑  . 東日本旅客鉄道.   [2019-03-21]. （原始内容存档于2019-04-02）.
10. ↑  . 東日本旅客鉄道.   [2019-03-21]. （原始内容存档于2019-03-27）.
11. ↑  . 東日本旅客鉄道.   [2019-03-21]. （原始内容存档于2019-03-27）.
12. ↑  . 東日本旅客鉄道.   [2019-03-21]. （原始内容存档于2019-03-27）.
13. ↑  . 東日本旅客鉄道.   [2019-03-21]. （原始内容存档于2019-03-27）.
14. ↑  . 東日本旅客鉄道.   [2019-03-21]. （原始内容存档于2019-03-27）.
15. ↑  . 東日本旅客鉄道.   [2019-03-21]. （原始内容存档于2016-04-04）.
16. ↑  . 東日本旅客鉄道.   [2019-03-21]. （原始内容存档于2019-03-27）.
17. ↑  . 東日本旅客鉄道.   [2019-03-21]. （原始内容存档于2019-03-23）.
18. ↑  . 東日本旅客鉄道.   [2019-03-21]. （原始内容存档于2017-07-29）.
19. ↑  . 東日本旅客鉄道.   [2019-03-21]. （原始内容存档于2018-07-06）.
20. ↑  . 東日本旅客鉄道.   [2019-07-05]. （原始内容存档于2019-07-05）.
21. ↑  . 東日本旅客鉄道.   [2020-07-12]. （原始内容存档于2020-07-11）.

## 外部連結
- 車站資訊（岩宿）：東日本旅客鐵道